# Dybów-Górki
Dybów-Górki (prononciation : [ˈdɨbuf ˈɡurki]) est un village polonais situé dans la gmina de Radzymin dans le powiat de Wołomin et en voïvodie de Mazovie dans le centre-est de la Pologne.
Il se situe à environ 3 kilomètres au nord-est de Radzymin, 10 kilomètres au nord de Wołomin (siège du powiat), et à 29 kilomètres au nord-est de Varsovie (capitale de la Pologne)

## Histoire
De 1975 à 1998, le village appartenait administrativement à la voïvodie de Varsovie.